# 迢空賞
迢空賞（ちょうくうしょう）は、日本の歌人・民俗学者・国文学者の釈迢空（折口信夫）にちなんで設けられた短歌の賞。主催は角川文化振興財団（第9回までは角川書店）。

## 概要
前年1月から12月に刊行された歌集の中で最も優れたものに与えられ、短歌界では最も権威ある賞とされている。1967年に第1回が行われた。
受賞作には賞状、記念品および副賞100万円が贈られる。授賞式は毎年6月、俳句の同様の賞である蛇笏賞と一緒に行われる。候補作は従来非公表であったが、2013年の第47回より最終候補作が事前に公表されるようになった。2024年現在の選考委員は佐佐木幸綱、高野公彦、永田和宏、馬場あき子。

## 受賞作一覧
| 回数   | 年     | 受賞者と作品 |
| ------ | ------ | --- |
| 第1回  | 1967年 | 吉野秀雄 『病室の牡丹』他 |
| 第2回  | 1968年 | 鹿児島寿蔵 『故郷の灯』他 |
| 第3回  | 1969年 | 近藤芳美 『黒豹』他 |
| 第4回  | 1970年 | 加藤克巳 『球体』他 |
| 第5回  | 1971年 | 葛原妙子 『朱霊』他 |
| 第6回  | 1972年 | 前川佐美雄 『白木黒木』他 |
| 第7回  | 1973年 | 香川進 『甲虫村落』他 |
| 第7回  | 1973年 | 岡野弘彦 『滄浪歌』他 |
| 第8回  | 1974年 | 田谷鋭 『水晶の座』他 |
| 第9回  | 1975年 | 上田三四二 『湧井』他 |
| 第10回 | 1976年 | 宮柊二 『獨石馬』他 |
| 第11回 | 1977年 | 斎藤史 『ひたくれなゐ』 |
| 第12回 | 1978年 | 前登志夫 『縄文記』 |
| 第13回 | 1979年 | 玉城徹 『われら地上に』 |
| 第14回 | 1980年 | 生方たつゑ 『野分のやうに』 |
| 第14回 | 1980年 | 窪田章一郎『素心臘梅』 |
| 第15回 | 1981年 | 前田透 『冬すでに過ぐ』 |
| 第16回 | 1982年 | 大西民子 『風水』 |
| 第16回 | 1982年 | 武川忠一 『秋照』 |
| 第17回 | 1983年 | 岡井隆 『禁忌と好色』 |
| 第18回 | 1984年 | 佐藤佐太郎 『星宿』 |
| 第18回 | 1984年 | 島田修二 『渚の日日』 |
| 第19回 | 1985年 | 山中智恵子 『星肆』 |
| 第20回 | 1986年 | 馬場あき子 『葡萄唐草』 |
| 第21回 | 1987年 | 岡部文夫 『雪天』 |
| 第22回 | 1988年 | 吉田正俊 『朝の霧』 |
| 第23回 | 1989年 | 塚本邦雄 『不變律』 |
| 第24回 | 1990年 | （該当作なし） |
| 第25回 | 1991年 | 安永蕗子 『冬麗』 |
| 第26回 | 1992年 | 森岡貞香 『百乳文』 |
| 第27回 | 1993年 | （該当作なし） |
| 第28回 | 1994年 | 佐佐木幸綱 『瀧の時間』 |
| 第29回 | 1995年 | 篠弘 『至福の旅びと』 |
| 第30回 | 1996年 | （該当作なし） |
| 第31回 | 1997年 | 富小路禎子 『不穏の華』 |
| 第32回 | 1998年 | 清水房雄 『旻天何人吟』 |
| 第33回 | 1999年 | 尾崎左永子 『夕霧峠』 |
| 第34回 | 2000年 | 春日井建 『白雨』、『友の書』 |
| 第35回 | 2001年 | 高野公彦 『水苑』 |
| 第36回 | 2002年 | 竹山広 『射祷』（『竹山広全歌集』所収） |
| 第37回 | 2003年 | 岡部桂一郎 『一点鐘』 |
| 第38回 | 2004年 | 永田和宏 『風位』 |
| 第39回 | 2005年 | 小池光 『時のめぐりに』 |
| 第40回 | 2006年 | 岩田正 『泡も一途』角川書店 |
| 第40回 | 2006年 | 小島ゆかり 『憂春』角川書店 |
| 第41回 | 2007年 | 栗木京子 『けむり水晶』角川書店 |
| 第42回 | 2008年 | 伊藤一彦 『微笑の空』角川書店 |
| 第43回 | 2009年 | 石川不二子 『ゆきあひの空』不識書院 |
| 第43回 | 2009年 | 河野裕子 『母系』青磁社 |
| 第44回 | 2010年 | 坂井修一 『望楼の春』角川書店 |
| 第45回 | 2011年 | 島田修三 『蓬歳断想録』短歌研究社 |
| 第46回 | 2012年 | 渡辺松男 『蝶』ながらみ書房 |
| 第47回 | 2013年 | 米川千嘉子 『あやはべる』短歌研究社 候補作：雨宮雅子『水の花』、橋本喜典『な忘れそ』、花山多佳子『木立ダリア』、宮英子『青銀色』            |
| 第48回 | 2014年 | 玉井清弘 『屋嶋』角川書店 候補作：北沢郁子『道』、佐伯裕子『流れ』、佐藤通雅『昔話』、福島泰樹『焼跡ノ歌』                                  |
| 第49回 | 2015年 | （該当作なし） 候補作：阿木津英『黄鳥』、秋葉四郎『みな陸を向く』、来嶋靖生『硯』、今野寿美『さくらのゆゑ』、蒔田さくら子『標のゆりの樹』   |
| 第50回 | 2016年 | 大島史洋『ふくろう』短歌研究社 候補作：春日真木子『水の夢』、外塚喬『山鳩』、内藤明『虚空の橋』、水原紫苑『光儀（すがた）』                 |
| 第51回 | 2017年 | 橋本喜典『行きて帰る』短歌研究社 候補作：三枝昂之『それぞれの桜』、花山多佳子『晴れ・風あり』、福島泰樹『哀悼』、吉川宏志『鳥の見しもの』   |
| 第52回 | 2018年 | 三枝浩樹『時禱集』角川文化振興財団 候補作：佐藤通雅『連灯』、外塚喬『散録』、水原紫苑『えぴすとれー』                                       |
| 第53回 | 2019年 | 内藤明『薄明の窓』砂子屋書房 候補作：春日真木子『何の扉か』、佐伯裕子『感傷生活』、日高堯子『空目の秋』                                     |
| 第54回 | 2020年 | 三枝昂之『遅速あり』砂子屋書房 候補作：川野里子『歓待』、桑原正紀『秋夜吟』、花山多佳子『鳥影』、吉川宏志『石蓮花』                         |
| 第55回 | 2021年 | 俵万智『未来のサイズ』角川文化振興財団 候補作：波汐國芳『虎落笛』、藤原龍一郎『202X』、水原紫苑『如何なる花束にも無き花を』、柳宣宏『丈六』 |
| 第56回 | 2022年 | 大下一真『漆桶』現代短歌社 候補作：春日真木子『ようこそ明日』、外塚喬『鳴禽』、日高堯子『水衣集』、平井弘『遣らず』                         |
| 第57回 | 2023年 | 水原紫苑『快樂』短歌研究社 候補作：大辻隆弘『樟の窓』、春日いづみ『地球見』、佐藤通雅『岸辺』、高橋睦郎『狂はば如何に』                     |
| 第58回 | 2024年 | 吉川宏志『雪の偶然』現代短歌社 候補作：奥村晃作『蜘蛛の歌』、川野里子『ウォーターリリー』、沢口芙美『変若かへる』、藤岡武雄『天空の夢』     |
| 第59回 | 2025年 | 花山多佳子『三本のやまぼふし』砂子屋書房 候補作：大松達知『ばんじろう』、大辻隆弘『橡と石垣』、黒木三千代『草の譜』、外塚喬『不変』         |

## 歴代選考委員
- 1967年 - 1975年 角川源義
- 1977年 - 1984年 岡野弘彦、馬場あき子、上田三四二、田谷鋭
- 1985年 - 1991年 岡野、清水房雄、前登志夫、岡井隆
- 1992年 - 1994年 岡野、清水、前、島田修二
- 1995年 - 2001年 岡野、前、島田、塚本邦雄
- 2002年 - 2004年 岡野、島田、馬場あき子、岡井隆
- 2005年 - 2006年 岡野、馬場、岡井、武川忠一
- 2007年 - 2012年 岡野、馬場、岡井、佐佐木幸綱
- 2013年 - 2019年 岡野、馬場、佐佐木、高野公彦
- 2020年 - 馬場、佐佐木[注釈 1]、高野、永田和宏